# Krmeljev graben
Krmeljev graben je potok, ki se pri vasi Kresniške Poljane kot desni pritok izliva v reko Savo. 